# 慶元 (年號)
慶元（1195年—1200年）是南宋皇帝宋寧宗的第一个年号，共计6年。

## 年號含義
從年號慶曆、元祐各取一字。

## 改元
- 紹熙五年——閏十月二十一日，有詔明年改元慶元。[2][3][4][5]
- 慶元六年——十二月二十一日，有詔明年改元嘉泰。[6][7][8]

## 紀年對照表
| 慶元 | 元年   | 二年   | 三年   | 四年   | 五年   | 六年   |
| ---- | ------ | ------ | ------ | ------ | ------ | ------ |
| 公元 | 1195年 | 1196年 | 1197年 | 1198年 | 1199年 | 1200年 |
| 干支 | 乙卯   | 丙辰   | 丁巳   | 戊午   | 己未   | 庚申   |

## 大事记
- 慶元黨禁
- 慶元元年，升秀州為嘉興府，升明州為慶元府。
- 慶元三年，以處州龍泉縣地新置縣，以年號命名，是為慶元縣。

## 同期存在的其他政权年号
- 中國
  - 天禧（1178年至1211年）：西遼—遼末主耶律直魯古之年號
  - 明昌（1190年－1196年）：金朝—金章宗完顏璟之年號
  - 承安（1196年—1200年）：金朝—金章宗完顏璟之年號
  - 身聖（1196年）：金朝—德壽、陁鎖之年號
  - 天慶（1194年－1206年）：西夏—夏桓宗李純祐之年號
  - 元亨（1185年－1195年）：大理—段智興之年號
  - 定安（1195年－1200年）：大理—段智興之年號
  - 鳳曆（1200年－1202年?）：大理—段智廉之年號
- 越南
  - 天資嘉瑞（1186年－1202年）：李朝—李龍翰之年號
- 日本
  - 建久（1190年－1199年）: 後鳥羽天皇與土御門天皇之年號
  - 正治（1199年－1201年）：土御門天皇之年號

## 深入閱讀
- 李崇智. . 北京: 中華書局. 2004年12月. ISBN 7101025129.
- 鄧洪波. . 臺北: 國立臺灣大學東亞經典與文化研究計劃. 2005年3月  [2021-11-21]. ISBN 9789860005189. （原始内容 (pdf)存档于2007-08-25）.

| 前一年號： 绍熙 | 南宋年号 | 下一年號： 嘉泰 |